# Bahnhof Asakusabashi
Der Bahnhof Asakusabashi (japanisch 浅草橋駅, Asakusabashi eki) ist ein Bahnhof in der japanischen Hauptstadt Tokio, der von den Bahngesellschaften JR East und Toei betrieben wird. Er befindet sich im Süden des Bezirks Taitō und ist ein wichtiger Umsteigeknoten zwischen Eisenbahn und U-Bahn.

## Verbindungen
Asakusabashi ist ein Durchgangsbahnhof an der Chūō-Sōbu-Linie, die von der Bahngesellschaft JR East betrieben wird. Sie durchquert das Stadtzentrum Tokios von Westen nach Osten und verbindet dabei Mitaka mit Shinjuku, Akihabara, Funabashi und Chiba. Tagsüber fahren die Züge alle fünf bis sechs Minuten, während der Hauptverkehrszeit alle drei bis vier Minuten.
Auf der zum Toei-Netz gehörenden Asakusa-Linie werden tagsüber bis zu elf Züge je Stunde angeboten, während der Hauptverkehrszeit bis zu 24 Züge. Mehr als die Hälfte von ihnen werden dabei in Sengakuji zur Keisei-Hauptlinie und in Oshiage zur Keikyū-Hauptlinie durchgebunden, wodurch unter anderem Direktverbindungen zwischen den Flughäfen Haneda und Narita möglich sind. Die übrigen Züge verbinden Nishi-magome mit Oshiage. An der Hauptstraße Edo-dōri beim östlichen Ausgang halten zwei Buslinien der Gesellschaft Toei Bus. Hinzu kommt eine Quartierbuslinie des Bezirks Taitō, die in einer Nebenstraße unmittelbar nördlich des Bahnhofs hält.

## Anlage
Der Bahnhof steht im Stadtteil Asakusabashi, der zum Bezirk Taitō gehört. Die Gegend ist bekannt für zahlreiche Läden, in denen traditionelle Ningyō-Puppen hergestellt und verkauft werden. Läden für Bastel- und Nähzubehör sind ebenfalls typisch. Benannt sind der Bahnhof und der Stadtteil nach der rund 200 Meter südlich gelegenen Asakusa-Brücke, wo die Hauptstraße Edo-dōri den Fluss Kanda überquert. Die Mündung des Kanda in den Sumida liegt etwa 300 Meter südöstlich.
Der zu JR East gehörende Teil der Anlage ist von Westen nach Osten ausgerichtet und befindet sich auf einem Viadukt. Auf diesem verlaufen zwei Gleise, die beide dem Personenverkehr dienen und an vollständig überdachten Seitenbahnsteigen liegen. Der Zugang erfolgt über zwei ebenerdige Eingangsbereiche. Während der westliche an der Saemonbashi-dōri zu einem Wohnviertel führt, liegt der östliche an der belebten Hauptstraße Edo-dōri. Von dort aus ist auch der U-Bahnhof unter dieser in Nord-Süd-Richtung verlaufenen Straße erreichbar. Er umfasst eine Verteilerebene sowie eine weitere Ebene mit zwei Gleisen an einem mit Bahnsteigtüren ausgestatteten Mittelbahnsteig.
Im Fiskaljahr 2019 nutzten durchschnittlich 84.275 Fahrgäste täglich den Bahnhof. Davon entfielen 53.911 auf JR East und 30.364 auf Toei.

## Bilder

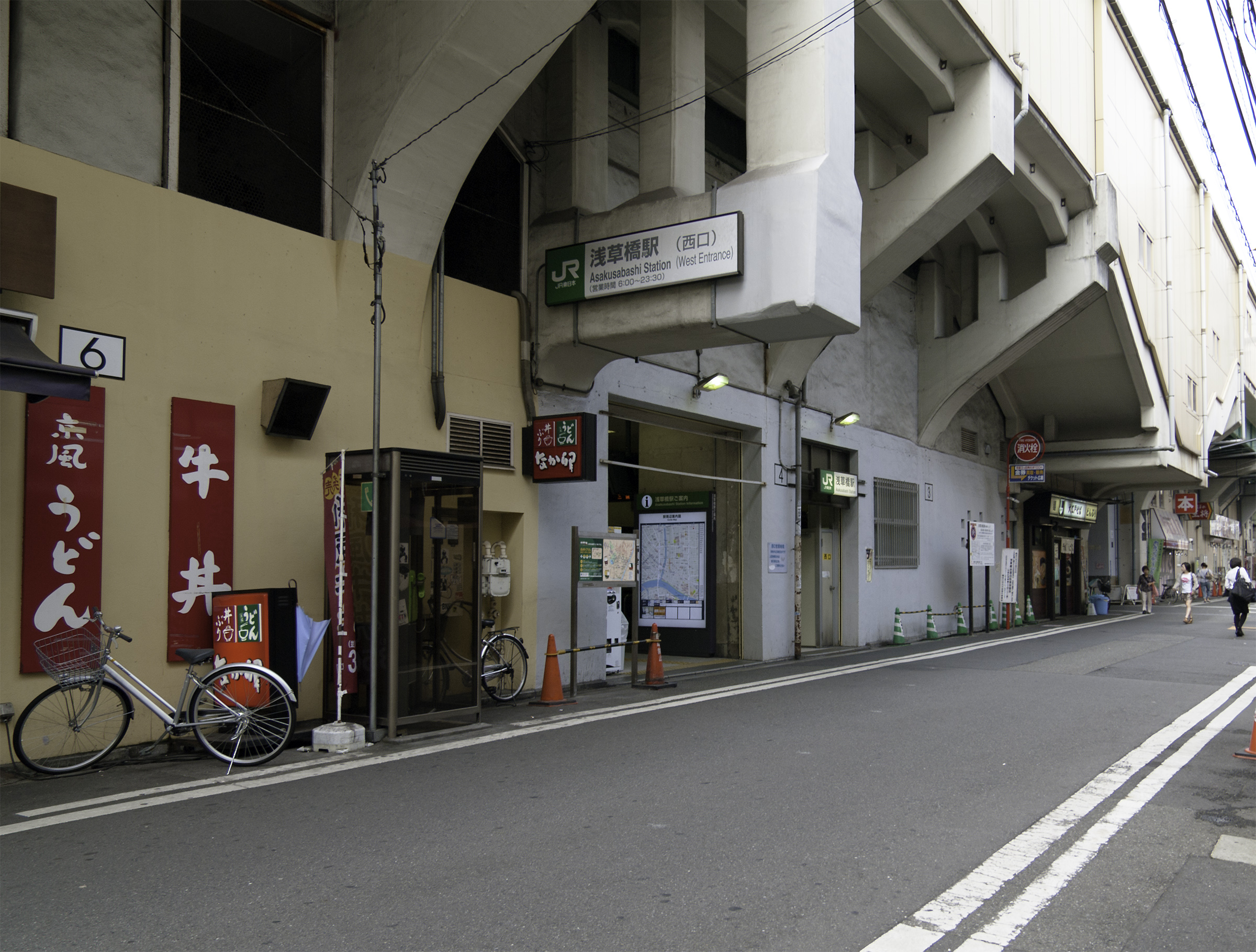
Westlicher Eingang
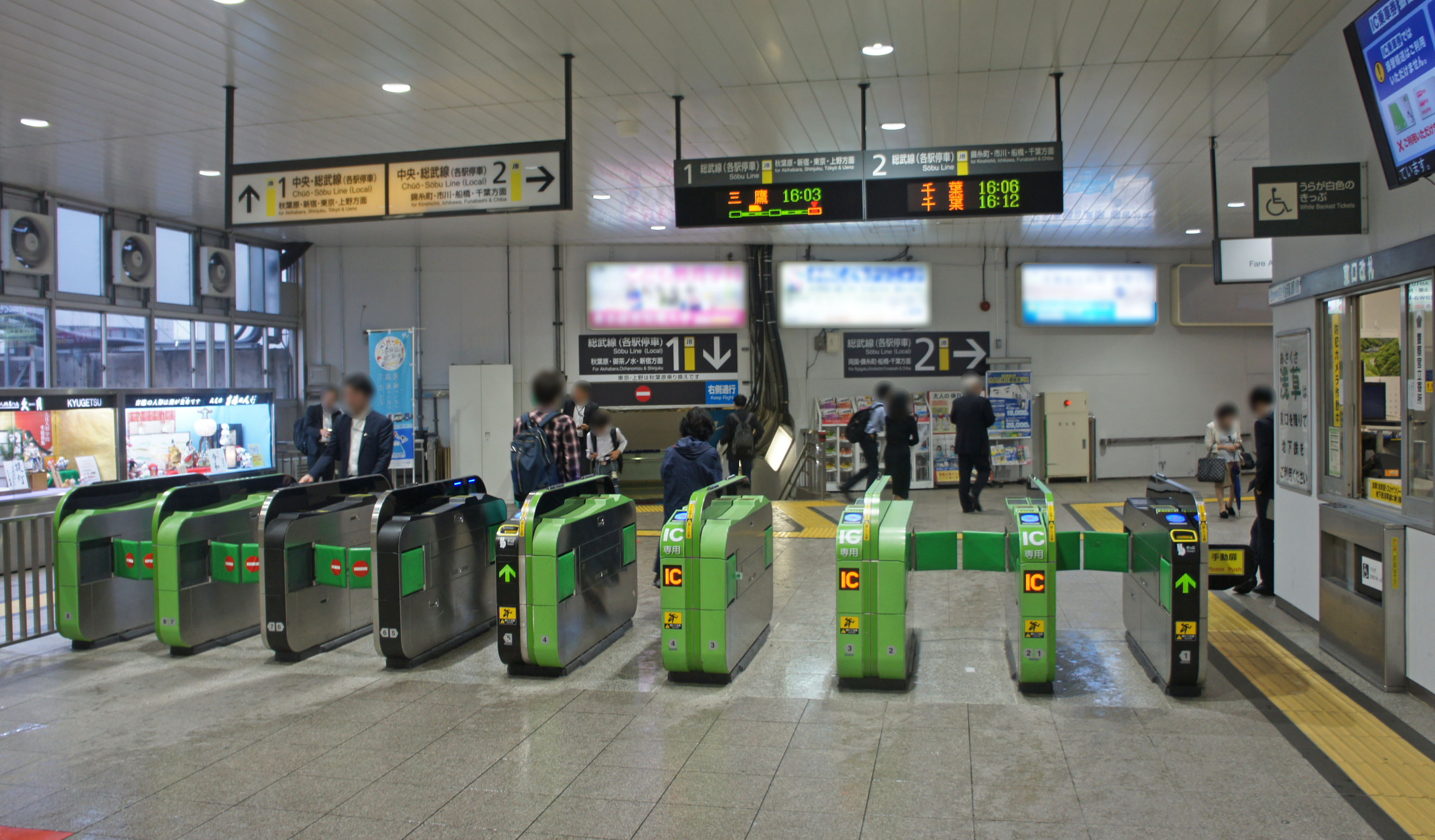
JR-Bahnsteigsperren
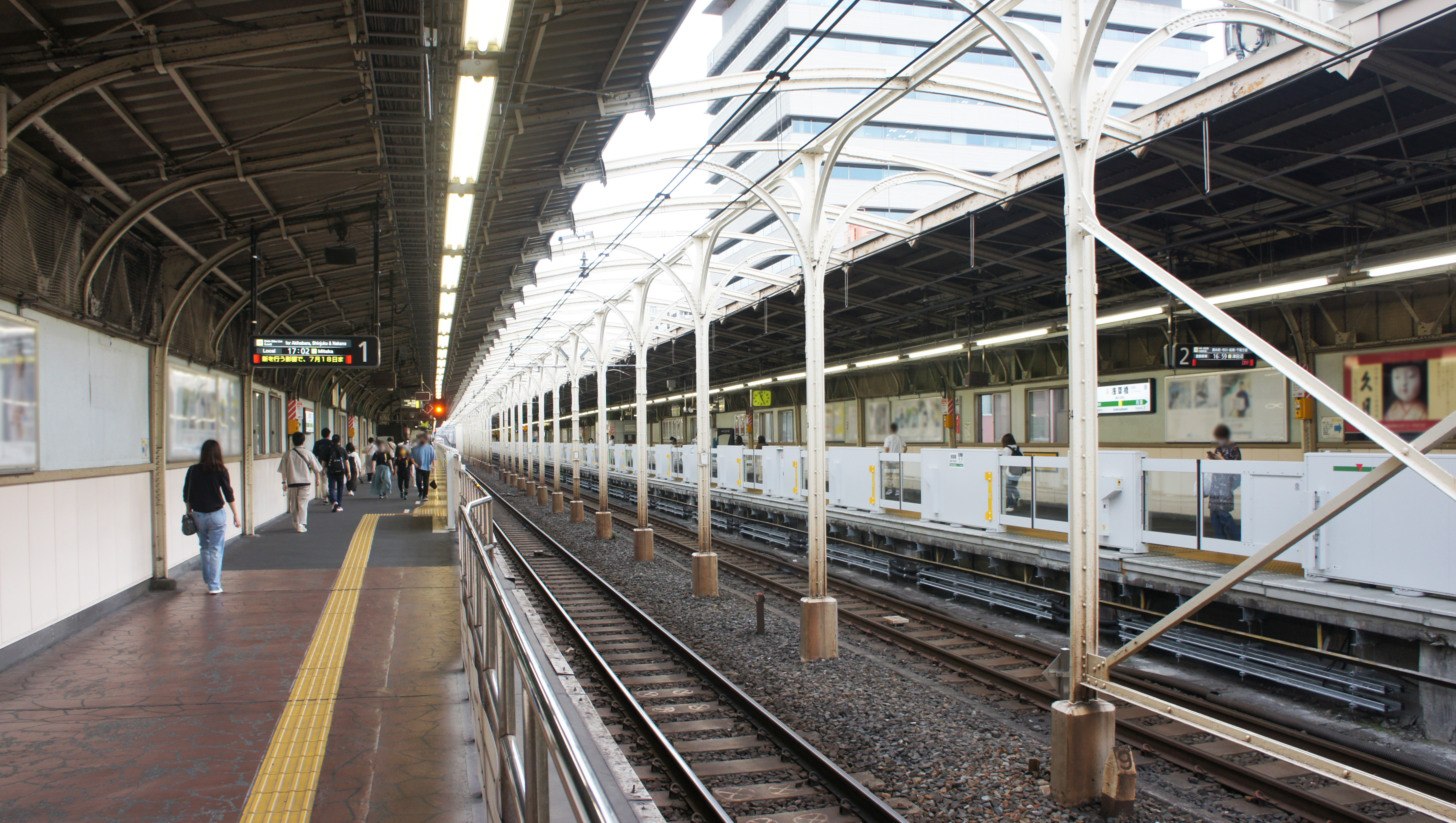
Bahnsteige der Chūō-Sōbu-Linie
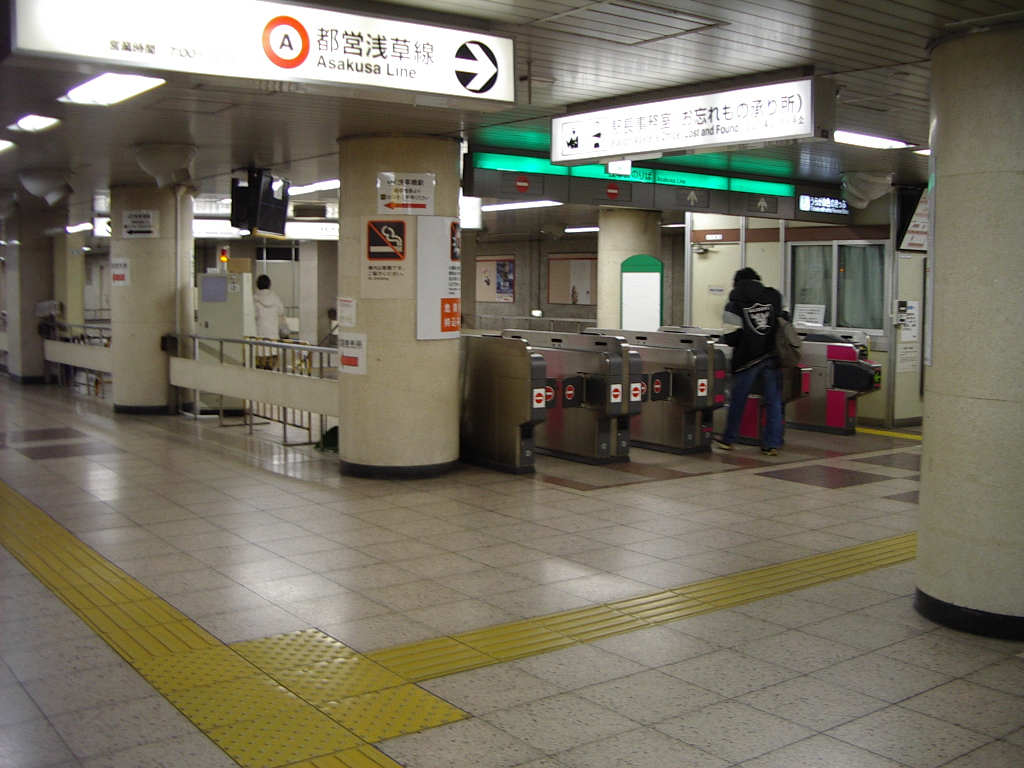
U-Bahnhof

## Gleise
JR East:
| 1 | ▉ Chūō-Sōbu-Linie | Akihabara • Shinjuku • Nakano • Mitaka |
| 2 | ▉ Chūō-Sōbu-Linie | Funabashi • Tsudanuma • Chiba          |

Toei:
| 1 | Asakusa-Linie | Nihombashi • Shimbashi • Gotanda • Nishi-magome |
| 2 | Asakusa-Linie | Asakusa • Oshiage                               |

## Linien
| Verlauf der Chūō-Schnellbahnlinie |
| --- |
| Chiba • Nishi-Chiba • Inage • Shin-Kemigawa • Makuhari • Makuharihongō • Tsudanuma • Higashi-Funabashi • Funabashi • Nishi-Funabashi • Shimōsa-Nakayama • Moto-Yawata • Ichikawa • Koiwa • Shin-Koiwa • Hirai • Kameido • Kinshichō • Ryōgoku • Asakusabashi • Akihabara • Ochanomizu • Suidōbashi • Iidabashi • Ichigaya • Yotsuya • Shinanomachi • Sendagaya • Yoyogi • Shinjuku • Ōkubo • Higashi-Nakano • Nakano • Kōenji • Asagaya • Ogikubo • Nishi-Ogikubo • Kichijōji • Mitaka |

## Geschichte

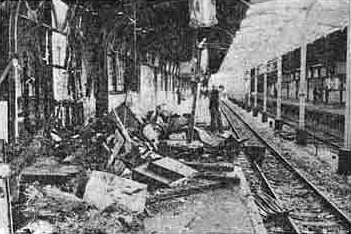
Brandschäden in Asakusabashi (November 1985)

Das Eisenbahnministerium eröffnete den Bahnhof am 1. Juli 1932, zusammen mit der neu erbauten Verbindungsstrecke der Chūō-Sōbu-Linie. Diese als Hochbahn ausgeführte Strecke verband einerseits die Bahnhöfe Ochanomizu und Ryōgoku miteinander, andererseits die Chūō-Hauptlinie mit der Sōbu-Hauptlinie. Am 4. Dezember 1960 eröffnete das Verkehrsamt der Präfektur Tokio den Abschnitt Oshiage–Asakusabashi der Linie 1 (seit 1978 Asakusa-Linie genannt). Rund anderthalb Jahre lang war hier die südliche Endstation, bis zur Inbetriebnahme des Abschnitts nach Higashi-nihombashi am 31. Mai 1962. Im April 1963 nahm die Japanische Staatsbahn den umgebauten Osteingang in Betrieb, der verbesserte Umsteigebeziehungen zum U-Bahnhof ermöglichte.
Aus Protest gegen die geplante Privatisierung der Japanischen Staatsbahn fand am 28. November 1985 ein 24-stündiger Streik statt, der weite Teile des Bahnverkehrs in der Metropolregion Tokio lahmlegte. Die linksextreme Gruppierung Chūkaku-ha nutzte das Durcheinander, um zahlreiche Sabotageakte durchzuführen. Ihre mit Abstand gewalttätigste Aktion war die Erstürmung des Bahnhofs Asakusabashi am frühen Morgen, wo die Einrichtung zerstört wurde und ein Molotowcocktail einen größeren Brand auslöste. Der Bahnhof war daraufhin den ganzen Tag lang außer Betrieb. Die Staatsbahnprivatisierung erfolgte schließlich am 1. April 1987, als der Hochbahnhof in den Besitz der neuen Gesellschaft JR East überging.